# Wattrelos
Wattrelos (in olandese Waterlo) è un comune francese di 42 041 abitanti situato nel dipartimento del Nord nella regione dell'Alta Francia.
La città è situata sulla frontiera belga, a 5 km da Mouscron, a 5 km da Lannoy, a 14 km da Lille, a 15 km da Menin, a 17 km da Courtrai e a 19 km da Tournai.

## Società

### Evoluzione demografica
Abitanti censiti

## Amministrazione

### Gemellaggi
- Eschweiler